# Canton de Lapalisse
Le canton de Lapalisse est une circonscription électorale française située dans le sud-est du  département de l'Allier et la région Auvergne-Rhône-Alpes.
À la suite du redécoupage cantonal de 2014, les limites territoriales du canton sont remaniées. Le nombre de communes du canton passe de 15 à 31, le canton absorbant l'ancien canton du Mayet-de-Montagne.

## Géographie
Ce canton est organisé autour de Lapalisse dans l'arrondissement de Vichy. Il occupe le coin sud-est du département de l'Allier, englobant, depuis l'absorption du canton du Mayet-de-Montagne,  toute la Montagne bourbonnaise.
Dans l'ancien découpage, son altitude variait de 263 m (Servilly) à 795 m (Arfeuilles) pour une altitude moyenne de 367 m. Depuis le nouveau rédecoupage son altitude monte jusqu'à 1 280 m (Lavoine) .

## Histoire
Le redécoupage des cantons du département de l'Allier modifie le périmètre de ce canton. L'ancien canton du Mayet-de-Montagne disparait et ses 11 communes sont rattachées au canton de Lapalisse.

## Représentation

### Conseillers généraux de 1833 à 2015
| Période     | Période                   | Identité                              | Étiquette        | Qualité                                                                                                |
| ----------- | ------------------------- | ------------------------------------- | ---------------- | --- |
| 1833        | 1834 (démission)          | Claude Desvernois                     |                  | Avocat, ancien sous-préfet de Lapalisse Propriétaire à Diou Elu dans le Canton de Dompierre-sur-Besbre |
| 1834        | 1871                      | Pierre-Antoine Meilheurat (1804-1884) | Conservateur     | Docteur en médecine Maire de Lapalisse                                                                 |
| 1871        | 1873 (démission d'office) | Emile Dereure (1834-1874)             |                  | Négociant, propriétaire du Moulin Marin à Lapalisse                                                    |
| 25 mai 1873 | 24 août 1873 (invalidé)   | Pierre-Antoine Meilheurat             | Conservateur     | Docteur en médecine Maire de Lapalisse                                                                 |
| 1873        | 1883                      | Mathieu Corre                         | Républicain      | Entrepreneur de travaux publics Maire d'Isserpent                                                      |
| 1883        | 1886 (démission)          | Jacques Laborde (1834-1909)           | Républicain      | Docteur en médecine à Lapalisse                                                                        |
| 1886        | 1906 (décès)              | Auguste Bletterie (1849-1906)         | Rad.             | Propriétaire du château de Bellefaix ancien maire de Saint-Christophe                                  |
| 1906        | 1919                      | Antoine Hugon (1865-1927)             | Rad.             | Instituteur public puis maître-imprimeur à Lapalisse Maire de Saint-Prix                               |
| 1919        | 1937 (décès)              | Jacques Bonnet (1859-1937)            | Rad.             | Propriétaire, boulanger Maire du Breuil, conseiller d'arrondissement                                   |
| 1937        | 1940                      | Antoine Brun (1881-1978)              | SFIO             | Instituteur honoraire Conseiller municipal du Breuil                                                   |
|             |                           |                                       |                  | |
| 1942        | 1945                      | Charles Rousset                       |                  | Maire de Lapalisse Nommé conseiller départemental en 1942                                              |
|             |                           |                                       |                  | |
| 1945        | 1951                      | Antoine Brun (1881-1978)              | SFIO             | Instituteur honoraire, Le Breuil                                                                       |
| 1951        | 1974 (décès)              | Lucien Colon (1903-1974)              | Rad. ind.puis RI | Représentant de commerce Maire de Lapalisse                                                            |
| 1974        | 1982                      | Jean Daumur (1908-1996)               | PS               | Secrétaire de mairie retraité Conseiller municipal de Lapalisse                                        |
| 1982        | 2001                      | Bernard Le Provost (1935-2007)        | DVD              | Docteur vétérinaire Maire de Lapalisse (1995-2007)                                                     |
| 2001        | 2008                      | Dominique Chassenieux                 | PRG              | Directeur d'école, Saint-Prix                                                                          |
| 2008        | 2015                      | Jacques de Chabannes                  | PRG              | Maire de Lapalisse depuis 2008 Vice-président du Conseil général                                       |

Sources : http://palicia.blogspot.com/p/le-redacteur-de-palicia.html

### Conseillers d'arrondissement (de 1833 à 1940)
- Le canton de Lapalisse avait deux conseillers d'arrondissement .
- Le canton de Lapalisse était le chef-lieu de l'arrondissement de Lapalisse de 1833 à sa disparition en 1926.

| Période                                  | Période      | Identité                              | Étiquette           | Qualité |
| ---------------------------------------- | ------------ | ------------------------------------- | ------------------- | --- |
| 1833                                     | 1848         | Auguste Ducroux                       |                     | Avocat à Lapalisse                                                                                          |
| 1833                                     | 1839         | M. Michel                             |                     | Médecin, maire d'Isserpent                                                                                  |
| 1839                                     | 1848         | Pierre François Mourier des Gayets    |                     | Juge de paix à Lapalisse                                                                                    |
|                                          |              |                                       |                     | |
|                                          | 1880         | M. Mercier                            |                     | |
|                                          | 1880         | Stéphane Jean Marie Dessert           |                     | Notaire à Lapalisse                                                                                         |
| 1880                                     | 1886         | François-Félix Lavenat                | Républicain         | Adjoint au maire de Lapalisse                                                                               |
| 1880                                     |              | Louis-Edmond Bourachot                | Républicain Radical | Propriétaire à Droiturier                                                                                   |
| 1886                                     | 1892         | M. Tantot                             |                     | Adjoint au maire de Lapalisse                                                                               |
| 1892                                     | 1910 (décès) | Jacques Eugène Montagnier (1847-1910) | Républicain Radical | Liquoriste, négociant, maire de Lapalisse                                                                   |
| 1910                                     | 1919         | Jacques Bonnet (1859-1937)            | Rad.                | Propriétaire, boulanger Maire du Breuil                                                                     |
| 1910                                     | 1919         | François Bardet                       | Radical             | Maire de Saint-Pierre-Laval                                                                                 |
| 1919                                     | 1931         | Jacques Arnoux                        |                     | Propriétaire, maire de Saint-Étienne-de-Vicq                                                                |
| 1919                                     | 1940         | Auguste Coche (1869-1941)             | RG                  | Plâtrier-peintre, maire de Lapalisse                                                                        |
| 1931                                     | 1940         | René Laclôtre (1885-1959)             | PRS                 | Voyageur de commerce, maire d'Arfeuilles                                                                    |
| 1940                                     |              |                                       |                     | Les conseils d'arrondissement ont été suspendus par la loi du 12 octobre 1940 et n'ont jamais été réactivés |
| Les données manquantes sont à compléter. |              |                                       |                     | |

Sources : Archives départementales de l'Allier, rubrique "Presse" - https://archives.allier.fr/archives-en-ligne/presse?arko_default_63e27309704a6--ficheFocus=

### Conseillers départementaux à partir de 2015
| Période élective | Période élective | Mandat | Mandat   | Identité             | Nuance | Nuance | Qualité |
| ---------------- | ---------------- | ------ | -------- | -------------------- | ------ | ------ | --- |
| 2015             | 2021             | 2015   | 2021     | Martine Arnaud       |        | PRG    | Employée au service urbanisme à la Direction Départementale des Territoires, Cusset                                                   |
| 2015             | 2021             | 2015   | 2021     | Jacques de Chabannes |        | PRG    | En disponibilité de la Fonction publique territoriale Maire de Lapalisse, président de la communauté de communes du Pays de Lapalisse |
| 2021             | 2028             | 2021   | en cours | Martine Arnaud       |        | PRG    | Conseillère sortante |
| 2021             | 2028             | 2021   | en cours | Jacques de Chabannes |        | PRG    | Conseiller sortant |

#### Élections de mars 2015
À l'issue du premier tour des élections départementales de 2015, trois binômes sont en ballottage : Martine Arnaud et Jacques de Chabannes (PRG, 39,26 %), Hélène Bruni et François Szypula (DVD, 35,55 %) et Gérard Cussinet et Claudine Lopez (FN, 25,19 %). Le taux de participation est de 56,79 % (8 085 votants sur 14 237 inscrits) contre 53,8 % au niveau départemental et 50,17 % au niveau national.
Au second tour, Martine Arnaud et Jacques De Chabannes (PRG) sont élus avec 40,42 % des suffrages exprimés et un taux de participation de 60,03 % (3 318 voix pour 8 546 votants et 14 237 inscrits).

#### Élections de juin 2021
Le premier tour des élections départementales de 2021 est marqué par un très faible taux de participation (33,26 % au niveau national). Dans le canton de Lapalisse, ce taux de participation est de 39,39 % (5 594 votants sur 14 203 inscrits) contre 36,56 % au niveau départemental. À l'issue de ce premier tour, deux binômes sont en ballottage : Martine Arnaud et Jacques de Chabannes (PRG, 46,85 %) et Stéphanie Boisaubert et Jean-Claude Brat (Divers, 37,02 %).
Le second tour des élections est marqué une nouvelle fois par une abstention massive équivalente au premier tour. Les taux de participation sont de 34,3 % au niveau national, 37,8 % dans le département et 42,14 % dans le canton de Lapalisse. Martine Arnaud et Jacques de Chabannes (PRG) sont élus avec 53,52 % des suffrages exprimés (2 976 voix pour 5 982 votants et 14 197 inscrits),,.

## Composition

### Composition avant 2015
Le canton de Lapalisse regroupait quinze communes et comptait 9 122 habitants (recensement de 2012, population municipale).
| Nom                             | Code Insee | Codepostal | Superficie (km2) | Population (dernière pop. légale) | Densité (hab./km2) |
| ------------------------------- | ---------- | ---------- | ---------------- | --------------------------------- | ------------------ |
| Lapalisse (chef-lieu)           | 03138      | 03120      | 33,01            | 3 122 (2012)                      | 95                 |
| Andelaroche                     | 03004      | 03120      | 20,28            | 268 (2012)                        | 13                 |
| Arfeuilles                      | 03006      | 03120      | 59,56            | 668 (2012)                        | 11                 |
| Barrais-Bussolles               | 03017      | 03120      | 25,34            | 211 (2012)                        | 8,3                |
| Billezois                       | 03028      | 03120      | 15,68            | 395 (2012)                        | 25                 |
| Le Breuil                       | 03042      | 03120      | 34,55            | 550 (2012)                        | 16                 |
| Châtelus                        | 03068      | 03120      | 6,64             | 123 (2012)                        | 19                 |
| Droiturier                      | 03105      | 03120      | 22,07            | 351 (2012)                        | 16                 |
| Isserpent                       | 03131      | 03120      | 26,31            | 511 (2012)                        | 19                 |
| Périgny                         | 03205      | 03120      | 27,22            | 474 (2012)                        | 17                 |
| Saint-Christophe-en-Bourbonnais | 03223      | 03120      | 28,02            | 491 (2012)                        | 18                 |
| Saint-Étienne-de-Vicq           | 03230      | 03300      | 19,22            | 533 (2012)                        | 28                 |
| Saint-Pierre-Laval              | 03250      | 42620      | 24,03            | 377 (2012)                        | 16                 |
| Saint-Prix                      | 03257      | 03120      | 21,75            | 776 (2012)                        | 36                 |
| Servilly                        | 03272      | 03120      | 12,32            | 272 (2012)                        | 22                 |

### Composition depuis 2015
À la suite du décret du 27 février 2014, la taille du canton a évolué fin mars 2015, après les élections départementales de 2015. Les nouvelles communes sont celles du canton du Mayet-de-Montagne et cinq communes du canton de Cusset-Sud.
| Nom                               | Code Insee | Intercommunalité        | Superficie (km2) | Population (dernière pop. légale) | Densité (hab./km2) | Modifier                                    |
| --------------------------------- | ---------- | ----------------------- | ---------------- | --------------------------------- | ------------------ | ------------------------------------------- |
| Lapalisse (bureau centralisateur) | 03138      | CC du Pays de Lapalisse | 33,01            | 3 127 (2022)                      | 95                 | modifier les données · modifier les données |
| Andelaroche                       | 03004      | CC du Pays de Lapalisse | 20,28            | 217 (2022)                        | 11                 | modifier les données · modifier les données |
| Arfeuilles                        | 03006      | CA Vichy Communauté     | 59,56            | 610 (2022)                        | 10                 | modifier les données · modifier les données |
| Arronnes                          | 03008      | CA Vichy Communauté     | 26,00            | 382 (2022)                        | 15                 | modifier les données · modifier les données |
| Barrais-Bussolles                 | 03017      | CC du Pays de Lapalisse | 25,34            | 185 (2022)                        | 7,3                | modifier les données · modifier les données |
| Billezois                         | 03028      | CC du Pays de Lapalisse | 15,68            | 361 (2022)                        | 23                 | modifier les données · modifier les données |
| Le Breuil                         | 03042      | CC du Pays de Lapalisse | 34,55            | 531 (2022)                        | 15                 | modifier les données · modifier les données |
| Busset                            | 03045      | CA Vichy Communauté     | 36,96            | 810 (2022)                        | 22                 | modifier les données · modifier les données |
| La Chabanne                       | 03050      | CA Vichy Communauté     | 20,00            | 172 (2022)                        | 8,6                | modifier les données · modifier les données |
| La Chapelle                       | 03056      | CA Vichy Communauté     | 21,10            | 396 (2022)                        | 19                 | modifier les données · modifier les données |
| Châtel-Montagne                   | 03066      | CA Vichy Communauté     | 36,81            | 321 (2022)                        | 8,7                | modifier les données · modifier les données |
| Châtelus                          | 03068      | CA Vichy Communauté     | 6,64             | 114 (2022)                        | 17                 | modifier les données · modifier les données |
| Droiturier                        | 03105      | CC du Pays de Lapalisse | 22,07            | 367 (2022)                        | 17                 | modifier les données · modifier les données |
| Ferrières-sur-Sichon              | 03113      | CA Vichy Communauté     | 38,58            | 506 (2022)                        | 13                 | modifier les données · modifier les données |
| La Guillermie                     | 03125      | CA Vichy Communauté     | 12,33            | 122 (2022)                        | 9,9                | modifier les données · modifier les données |
| Isserpent                         | 03131      | CC du Pays de Lapalisse | 26,31            | 560 (2022)                        | 21                 | modifier les données · modifier les données |
| Laprugne                          | 03139      | CA Vichy Communauté     | 34,61            | 310 (2022)                        | 9,0                | modifier les données · modifier les données |
| Lavoine                           | 03141      | CA Vichy Communauté     | 17,53            | 152 (2022)                        | 8,7                | modifier les données · modifier les données |
| Mariol                            | 03163      | CA Vichy Communauté     | 9,41             | 696 (2022)                        | 74                 | modifier les données · modifier les données |
| Le Mayet-de-Montagne              | 03165      | CA Vichy Communauté     | 29,03            | 1 388 (2022)                      | 48                 | modifier les données · modifier les données |
| Molles                            | 03174      | CA Vichy Communauté     | 26,89            | 916 (2022)                        | 34                 | modifier les données · modifier les données |
| Nizerolles                        | 03201      | CA Vichy Communauté     | 17,57            | 288 (2022)                        | 16                 | modifier les données · modifier les données |
| Périgny                           | 03205      | CC du Pays de Lapalisse | 27,22            | 470 (2022)                        | 17                 | modifier les données · modifier les données |
| Saint-Christophe-en-Bourbonnais   | 03223      | CC du Pays de Lapalisse | 28,02            | 431 (2022)                        | 15                 | modifier les données · modifier les données |
| Saint-Clément                     | 03224      | CA Vichy Communauté     | 25,98            | 284 (2022)                        | 11                 | modifier les données · modifier les données |
| Saint-Étienne-de-Vicq             | 03230      | CC du Pays de Lapalisse | 19,22            | 527 (2022)                        | 27                 | modifier les données · modifier les données |
| Saint-Nicolas-des-Biefs           | 03248      | CA Vichy Communauté     | 28,90            | 153 (2022)                        | 5,3                | modifier les données · modifier les données |
| Saint-Pierre-Laval                | 03250      | CC du Pays de Lapalisse | 24,03            | 365 (2022)                        | 15                 | modifier les données · modifier les données |
| Saint-Prix                        | 03257      | CC du Pays de Lapalisse | 21,75            | 785 (2022)                        | 36                 | modifier les données · modifier les données |
| Servilly                          | 03272      | CC du Pays de Lapalisse | 12,32            | 273 (2022)                        | 22                 | modifier les données · modifier les données |
| Le Vernet                         | 03306      | CA Vichy Communauté     | 10,07            | 1 914 (2022)                      | 190                | modifier les données · modifier les données |
| Canton de Lapalisse               | 0308       |                         | 767,77           | 17 733 (2022)                     | 23                 | modifier les données                        |

## Démographie

### Démographie avant 2015
| 1962   | 1968   | 1975   | 1982  | 1990  | 1999  | 2006  | 2011  | 2012  |
| ------ | ------ | ------ | ----- | ----- | ----- | ----- | ----- | ----- |
| 11 650 | 11 219 | 10 411 | 9 827 | 9 786 | 9 182 | 9 037 | 9 145 | 9 122 |

### Démographie depuis 2015
En 2022, le canton comptait 17 733 habitants, en évolution de −2,59 % par rapport à 2016 (Allier : −1,38 %, France hors Mayotte : +2,11 %).
| 2013   | 2018   | 2022   |
| ------ | ------ | ------ |
| 18 360 | 18 018 | 17 733 |